# Ahmed Labidi
Mohamed Ali Ahmed Labidi Ben Dali (in arabo محمد علي أحمد العبيدي بن دالي‎?; Gammouda, 19 aprile 1923 – 17 luglio 2008) è stato un maratoneta e mezzofondista tunisino.

## Biografia
Ha partecipato ai Giochi Olimpici del 1960, nella maratona, rappresentando la Tunisia; in precedenza, prima dell'indipendenza di tale Paese dalla Francia, aveva partecipato ai Giochi Olimpici del 1952 nei 10000 metri piani rappresentando quest'ultima. Tra il 1949 ed il 1955 ha collezionato in totale 23 presenze con la nazionale francese, la maggior parte delle quali gareggiando su 10000 m e 5000 m.

## Palmarès
| Anno                            | Manifestazione  | Sede     | Evento   | Risultato | Prestazione | Note |
| ------------------------------- | --------------- | -------- | -------- | --------- | ----------- | ---- |
| In rappresentanza della Francia |                 |          |          |           |             |      |
| 1952                            | Giochi olimpici | Helsinki | 10000 m  | 25º       | 31'52"2     |      |
| In rappresentanza della Tunisia |                 |          |          |           |             |      |
| 1960                            | Giochi olimpici | Roma     | Maratona | 49º       | 2h35'43"    |      |

## Altre competizioni internazionali
1954
- Oro alla Cinque Mulini ( San Vittore Olona)